# Jarome Iginla
Jarome Arthur-Leigh Adekunle Tig Junior Elvis Iginla (* 1. července 1977, Edmonton, Alberta, Kanada) je bývalý kanadský hokejový útočník. Po svém otci je nigerijského původu, jeho příjmení značí v jorubštině „velký strom“.

## Hráčská kariéra
V roce 1995 jej v úvodním draftu NHL vybral klub Dallas Stars v prvním kole jako 11. v celkovém pořadí. Na led NHL se poprvé dostal v sezóně 1995/96 v dresu Calgary Flames. Tomuto klubu zůstal věrný až do 27. března 2013. Nyní obléká dres Colorado Avalanche. Na sezónu 2005/06 měl uzavřenou smlouvu s ročním příjmem 7 milionů dolarů. Stal se tak nejlépe placeným hráčem klubu a jedním z nejlépe placených hráčů v NHL. 7. března 2011 vstoupil do historie desátou třicetibrankovou sezónou v řadě zaznamenal třicátý gól v sezóně, čímž se stal desátým hráčem v historii NHL, kterému se to povedlo v deseti po sobě jdoucích sezónách. Ke konci sezóny 2010/2011 zaznamenal jako 77. hráč historie svůj tisící bod v základní části NHL, v následující sezóně překonal také metu 500 vstřelených gólů.
Dne 31. července 2018 oznámil konec hokejové kariéry.

## Prvenství
- Debut v NHL – 21. dubna 1996 (Calgary Flames proti Chicago Blackhawks)
- První asistence v NHL – 21. dubna 1996 (Calgary Flames proti Chicago Blackhawks)
- První gól v NHL – 23. dubna 1996 (Calgary Flames proti Chicago Blackhawks, kanadskému brankáři Ed Belfour)
- První hattrick v NHL – 4. března 2002 (New York Rangers proti Calgary Flames)

## Klubová statistika
| Sezóna       | Klub                | Soutěž       |       | Základní část | Základní část | Základní část | Základní část | Základní část |    | Play off | Play off | Play off | Play off | Play off |
| Sezóna       | Klub                | Soutěž       | Z     | G             | A             | B             | TM            | Z             | G  | A        | B        | TM       |          |          |
| 1991/1992    | St. Albert Raiders  | AMHL         | 36    | 26            | 30            | 56            | 22            | —             | —  | —        | —        | —        |          |          |
| 1992/1993    | St. Albert Raiders  | AMHL         | 36    | 34            | 53            | 87            | 20            | —             | —  | —        | —        | —        |          |          |
| 1993/1994    | Kamloops Blazers    | WHL          | 48    | 6             | 23            | 29            | 33            | 19            | 3  | 6        | 9        | 10       |          |          |
| 1994/1995    | Kamloops Blazers    | WHL          | 72    | 33            | 38            | 71            | 111           | 21            | 7  | 11       | 18       | 34       |          |          |
| 1995/1996    | Kamloops Blazers    | WHL          | 63    | 63            | 73            | 136           | 120           | 16            | 16 | 13       | 29       | 44       |          |          |
| 1995/1996    | Calgary Flames      | NHL          | —     | —             | —             | —             | —             | 2             | 1  | 1        | 2        | 0        |          |          |
| 1996/1997    | Calgary Flames      | NHL          | 82    | 21            | 29            | 50            | 37            | —             | —  | —        | —        | —        |          |          |
| 1997/1998    | Calgary Flames      | NHL          | 70    | 13            | 19            | 32            | 29            | —             | —  | —        | —        | —        |          |          |
| 1998/1999    | Calgary Flames      | NHL          | 82    | 28            | 23            | 51            | 58            | —             | —  | —        | —        | —        |          |          |
| 1999/2000    | Calgary Flames      | NHL          | 77    | 29            | 34            | 63            | 26            | —             | —  | —        | —        | —        |          |          |
| 2000/2001    | Calgary Flames      | NHL          | 77    | 31            | 40            | 71            | 62            | —             | —  | —        | —        | —        |          |          |
| 2001/2002    | Calgary Flames      | NHL          | 82    | 52            | 44            | 96            | 77            | —             | —  | —        | —        | —        |          |          |
| 2002/2003    | Calgary Flames      | NHL          | 75    | 35            | 32            | 67            | 49            | —             | —  | —        | —        | —        |          |          |
| 2003/2004    | Calgary Flames      | NHL          | 81    | 41            | 32            | 73            | 84            | 26            | 13 | 9        | 22       | 45       |          |          |
| 2005/2006    | Calgary Flames      | NHL          | 82    | 35            | 32            | 67            | 86            | 7             | 5  | 3        | 8        | 11       |          |          |
| 2006/2007    | Calgary Flames      | NHL          | 70    | 39            | 55            | 94            | 40            | 6             | 2  | 2        | 4        | 12       |          |          |
| 2007/2008    | Calgary Flames      | NHL          | 82    | 50            | 48            | 98            | 83            | 7             | 4  | 5        | 9        | 2        |          |          |
| 2008/2009    | Calgary Flames      | NHL          | 82    | 35            | 54            | 89            | 37            | 6             | 3  | 1        | 4        | 4        |          |          |
| 2009/2010    | Calgary Flames      | NHL          | 82    | 32            | 37            | 69            | 56            | —             | —  | —        | —        | —        |          |          |
| 2010/2011    | Calgary Flames      | NHL          | 82    | 43            | 43            | 86            | 40            | —             | —  | —        | —        | —        |          |          |
| 2011/2012    | Calgary Flames      | NHL          | 82    | 32            | 35            | 67            | 43            | —             | —  | —        | —        | —        |          |          |
| 2012/2013    | Calgary Flames      | NHL          | 31    | 9             | 13            | 22            | 22            | —             | —  | —        | —        | —        |          |          |
| 2012/2013    | Pittsburgh Penguins | NHL          | 13    | 5             | 6             | 11            | 9             | 15            | 4  | 8        | 12       | 16       |          |          |
| 2013/2014    | Boston Bruins       | NHL          | 78    | 30            | 31            | 61            | 47            | 12            | 5  | 2        | 7        | 12       |          |          |
| 2014/2015    | Colorado Avalanche  | NHL          | 82    | 29            | 30            | 59            | 42            | —             | —  | —        | —        | —        |          |          |
| 2015/2016    | Colorado Avalanche  | NHL          | 82    | 22            | 25            | 47            | 41            | —             | —  | —        | —        | —        |          |          |
| 2016/2017    | Colorado Avalanche  | NHL          | 61    | 8             | 10            | 18            | 54            | —             | —  | —        | —        | —        |          |          |
| 2016/2017    | Los Angeles Kings   | NHL          | 19    | 6             | 3             | 9             | 16            | —             | —  | —        | —        | —        |          |          |
| Celkem v NHL | Celkem v NHL        | Celkem v NHL | 1 554 | 625           | 675           | 1 300         | 1 040         | 81            | 37 | 31       | 68       | 98       |          |          |

## Reprezentace
Jarome Iginla získal v dresu Kanadského národního mužstva zlatou medaili na zimních olympijských hrách 2002 v Salt Lake City a v roce 2010 ve Vancouveru a stříbrnou medaili na mistrovství světa v ledním hokeji 2005 ve Vídni. Dostal se i do reprezentačního výběru Kanady na zimní olympijské hry 2006 v italském Turíně.
| Rok                       | Tým                       | Soutěž                    | Z  | G  | A | B  | TM |
| ------------------------- | ------------------------- | ------------------------- | -- | -- | - | -- | -- |
| 1996                      | Kanada 20                 | MSJ                       | 6  | 5  | 7 | 12 | 4  |
| 1997                      | Kanada                    | MS                        | 11 | 2  | 3 | 5  | 2  |
| 2002                      | Kanada                    | OH                        | 6  | 3  | 1 | 4  | 0  |
| 2004                      | Kanada                    | SP                        | 6  | 2  | 1 | 3  | 2  |
| 2006                      | Kanada                    | OH                        | 6  | 2  | 1 | 3  | 4  |
| 2010                      | Kanada                    | OH                        | 7  | 5  | 2 | 7  | 0  |
| Juniorská kariéra celkově | Juniorská kariéra celkově | Juniorská kariéra celkově | 6  | 5  | 7 | 12 | 4  |
| Seniorská kariéra celkově | Seniorská kariéra celkově | Seniorská kariéra celkově | 36 | 14 | 8 | 22 | 8  |